# María Becerra
María de los Ángeles Becerra (Quilmes, Argentina; 12 de febrer de 2000), coneguda com a María Becerra és una cantant, compositora i exyoutuber argentina.
És una cantant i compositora argentina amb un passat exitós com a exyoutuber. Va néixer el 12 de febrer del 2000, a la ciutat de Buenos Aires. Des de petitacomèdia musical, ball i expressió corporal. L'any 2015 va crear un canal de YouTube on va rebre es va interessar per l'actuació, el cant i la pintura, de manera que als set anys després que els seus pares l'animesin, va començar a fer classes de cant, milions de seguidors.
Quan tenia dotze anys, va començar la seva carrera a Facebook, on publicava versions i vídeos de càstings per a sèries televisives infantils. El 2015 va publicar un monòleg que va rebre més d'un milió de visites en poques hores i això la va animar a crear un canal de YouTube el mateix any. Hi publicava vídeos parlant, cantant, fent blogs i tutorials de ball. El 2019 va publicar un Roast Yourself Challenge al seu canal de YouTube, una cançó dedicada cap a tots els comentaris dolents cap a ella.
El 2019 va treure el seu primer EP debut, titulat 222, on canta una barreja de pop urbà i hip-hop. Al novembre del mateix any va treure el seu primer senzill High, que després va tenir una versió remix amb Tini i Lola Índigo.Al 2021 va treure el seu segon EP Animal on va haver-hi senzills que es van convertir en exits a Argentina, i també col·laboracions amb artistes de pop urbà molt coneguts.
Al 2017 va participar en un càsting, per a fer una obra de teatre "Original laboratorio de clones" amb altres youtubers de més d'un milió de seguidors a les xarxes socials i directors d'obra importants. Després de l'obra de teatre va decidir continuar per la música.

## Treballs discogràfics
- 222 (EP) Autopublicat, 2019
- Animal (EP) Autopublicat, 2021
- La Nena de Argentina (Àlbum) Autopublicat, 2022